# My Best Friends
「My Best Friends」（マイ・ベスト・フレンズ）は、1992年11月20日にポニーキャニオンから発売されたHIRA^O SAKIの通算1枚目のシングル。オリジナル・カラオケも収録している。また、同名のコラボレーション・アルバムも同時発売された。

## 概要
プロデュースは清水信之。表題曲「My Best Friends」は、フジテレビ系情報番組『おはよう!ナイスデイ』エンディング・テーマソングとして使用された。この曲はコラボレーション・アルバム『My Best Friends』に収録され、同アルバムはシングルと同じく1992年11月20日に発売されている。アルバムには本曲を含め、平松愛理、尾崎亜美、崎谷健次郎の曲を2曲ずつ収録している。
シングルのキャッチフレーズは「大切な人がいるあなたに、クリスマスプレゼント。」。アルバムのキャッチフレーズは「3人のアーティストが織りなすハートフル・ワールド。初のコラボレーション・シングル同時収録。」
CDジャケットは、天空の雲の上を天使の羽をもつハートが3つ並んで飛ぶイメージ・デザインとなっている。
「My Best Friends」は、崎谷健次郎の3rd.ベストアルバム『崎谷健次郎 BEST COLLECTION』に ″平松愛理、尾崎亜美、崎谷健次郎″ 名義で収録されている。

## 収録曲

### シングル
1. My Best Friends
作詞・作曲：平松愛理・尾崎亜美・崎谷健次郎 / 編曲：清水信之
2. My Best Friends（original karaoke）
作曲：平松愛理・尾崎亜美・崎谷健次郎 / 編曲：清水信之

### アルバム
1. My Best Friends
作詞・作曲：平松愛理・尾崎亜美・崎谷健次郎 / 編曲：清水信之
2. 母と子のChristmas Eve - 平松愛理 
作詞・作曲：平松愛理 / 編曲：清水信之
3. Angel Comes Along - 尾崎亜美 
作詞・作曲・編曲：尾崎亜美
4. 再会までSO LONG - 崎谷健次郎
作詞・作曲・編曲：崎谷健次郎
5. 流れ星が好き - 尾崎亜美
作詞・作曲・編曲：尾崎亜美
6. Close to Me - 崎谷健次郎
作詞：有木林子 / 作曲：編曲：崎谷健次郎
7. ファーストクリスマスイブ - 平松愛理
作詞・作曲：平松愛理 / 編曲：萩田光雄